# Molly Carlson
Molly Carlson (Fort Frances, 22 settembre 1998) è una tuffatrice canadese specializzata nelle grandi altezze.

## Carriera
Ha vinto due medaglie d'argento ai campionati mondiali di nuoto tra il 2023 e il 2024.

## Palmarès
- Mondiali

Fukuoka 2023: argento nei tuffi dalle grandi altezze.
Doha 2024: argento nei tuffi dalle grandi altezze.